# Betrayal (2003)
Betrayal, ook bekend als Lady Jane: Killer, is een Amerikaanse thriller-actiefilm uit 2003, geregisseerd door Mark L. Lester.

## Verhaal
Jayne Ferré (Julie du Page) is een beeldschone vrouw die snel weg wil uit Los Angeles. In tegenstelling tot haar uiterlijk is haar karakter niet zo mooi. Ze is een kille huurmoordenares die zojuist haar maffiabaas een koffertje met een miljoen dollar heeft ontstolen. Ze besluit voor haar veiligheid per trein te vertrekken, maar nadat ze erachter komt dat op het station vier andere huurmoordenaars haar in opdracht van de maffiabaas al zoeken, verandert ze haar plannen. Na en passant een van de huurmoordenaars op het station met een groot mes vermoord te hebben, papt ze aan Emily (Erika Eleniak) en haar zoon Kerry (Jeremy Lelliot), die ook haast hebben om de stad uit te komen omdat Kerry door een drugsdealer gezocht wordt. Jayne biedt aan om de benzine te betalen als ze mee mag rijden naar Texas in de auto van Emily, onder het voorwendsel dat haar zuster stervende is en ze geen ticket voor de trein meer kan krijgen. De enigszins op zwart zaad zittende Emily stemt hier na enige twijfeling mee in.
Onderweg blijkt dat Jayne helemaal niet zo'n plezierige reisgezel is. Ze gedraagt zich arrogant en agressief, waardoor er wrijving tussen haar en Emily ontstaat. Onderweg krijgen ze autopech en moeten stoppen bij een garage annex motel, waar ze de nacht doorbrengen. Tijdens het bespieden van een douchende Jayne ziet Kerry onder haar bed het koffertje met geld liggen en besluit dat later in de nacht als Jayne slaapt te stelen en terug te liften naar Los Angeles om zijn moeders schulden af te lossen. Als Jayne de volgende ochtend wakker wordt en de diefstal ontdekt is ze in alle staten, en bedreigt ze Emily met een pistool.
Inmiddels zijn de resterende drie haar achtervolgende huurmoordenaars bij het motel aangekomen (geholpen door een corrupte politiechef uit Los Angeles. Zij lopen tegen een wakkere en bewapende Jayne aan, die hun een voor een ombrengt. Ze vertrekt met de auto van de slachtoffers tezamen met Emily richting Los Angeles om Kerry te onderscheppen en haar geld terug te krijgen. Ze probeert Emily zover te krijgen dat ze haar adres in Los Angeles prijsgeeft, er ontstaat een worsteling waarna Emily de auto ontvlucht en door Jayne achtergelaten wordt in de woestijn, omdat Jayne inmiddels het adres op de achtergelaten papieren van Emily heeft gevonden. Om te voorkomen dat Emily naar huis belt om haar zoon te waarschuwen, belt ze haar handlanger (die een undercover-FBI-agent blijkt te zijn) met de vraag Emily op te pikken en te vermoorden. De handlanger pikt Emily inderdaad op en vermoordt haar natuurlijk niet, maar vertelt haar wie hij is en dat hij achter Jayne aanzit.
Inmiddels heeft Kerry op tv gezien dat Jayne een gevaarlijke huurmoordenaar is, hij raakt in paniek en belt de politie (hij krijgt daar de corrupte politie man aan de lijn, die hem vertelt de telefoon niet meer te gebruiken, "omdat Jayne er op die manier achter zou kunnen komen dat hij thuis is". Kerry neemt inderdaad de telefoon niet meer op, waardoor zijn moeder hem niet meer kan bereiken. De corrupte politieman belt de maffiabaas om te vertellen dat zijn miljoen dollar in het bezit van Kerry is, en samen besluiten ze naar Kerry te gaan. Daar gedraagt de maffiabaas zich zo slecht, dat Kerry niet meer gelooft dat het hier twee politiemannen betreft. Inmiddels was Jayne bij het huis aangekomen, waar ze met gemak de maffiabaas en de politieman ombracht, maar omdat moeder, de FBI-agent en het Los Angeles Police Department inmiddels ook aankomen zijn, heeft ze geen tijd meer om het geld mee te nemen, dat in de droger is verstopt. Ze neemt nog wel Kerry mee en belt haar handlanger op om te vragen moeder en het geld mee te nemen en dat uit te wisselen tegen de zoon.
Emily denkt nu dat de FBI-man echt een misdadiger is, en brengt hem onder schot naar de plek toe waar Jayne op hun wacht. Daar gooit de FBI-man het geld in de lucht, waarna Jayne hem neerschiet (hij overleeft) en er een gevecht tussen Jayne en Emily ontstaat, waarbij Jayne op een stalen pin valt en overlijdt. In de slotscène, wil Emily haar huis verkopen en vraagt de FBI-agent haar of ze op een keer met hem wil gaan eten, waarop ze antwoordt met "bel me".